# Per Sannerud
Per Sannerud, né le 7 juillet 1921 et mort le 15 décembre 1979, est un coureur du combiné nordique norvégien.

## Biographie
Membre du club Selsbakk IF, il devient champion de Norvège en 1948, puis remporte la course de combiné au Festival de ski de Holmenkollen en 1949. Il est également sur le podium aux Jeux du ski de Suède en 1949, terminant troisième et en 1950, où il est deuxième.
Il totalise trois kongepokal durant sa carrière. 
Il prend également aux Championnats du monde en 1950 à Lake Placid, où il prend la quatrième place.